# 奥村増貤
奥村 増貤（おくむら ますのぶ、生没年不詳）は江戸時代後期（19世紀前半・文政・天保期）に活動した幕臣。測量技術者。増上寺御霊屋領代官。通称・奥村喜三郎。字は伯保。号は城山。藤原増貤とも称した。

## 人物
生没年など史料に乏しく不明な点もあるが、文政の末（1830年）頃から増上寺寺領の役人として、領村（武蔵国橘樹郡上末吉村など、現在の横浜市鶴見区付近）の支配に務め、困窮者救済や用水設備への資金貸与、勤勉な農業従事者の表彰などの施策を行った記録がある。
1837年（天保8年）には、女子教育の必要性と女学校創設を説く『女学校発起之趣意書』を領内の村むらに配布した。これは日本における女子教育に関する事積として先駆的な行動と言えるが、近代以降に繋がる西洋思想に基づいた女子教育ではなく、あくまで儒学的な封建秩序下における女性の育成を意図したものであるとの指摘がある。
役人としての業務の傍ら広く洋学を修め、蘭学を高野長英に、和算を丸山良玄と本多利明に、測量学を伊能忠敬に学ぶ。その優れた技術を見込まれて1839年（天保10年）の鳥居耀蔵・江川英龍らによる江戸湾巡視の際には、渡辺崋山から測量担当者として推挙されたものの、寺役人という身分を問題視した鳥居の意向により参加を許されなかったという。同年、経緯儀の使用法を解説した『経緯儀用法図説』を著した。

## 関係史跡
- 藤原増貤歌碑：神奈川県横浜市鶴見区に所在する、1787年（天明7年）に整備された溜め池「三ツ池」（現在の神奈川県立三ツ池公園）の堤上に建つ石碑。表面に「千町田に 引くともつきじ 君が代の 惠みもふかき 三ツ池の水」という増貤の和歌一首が刻まれ、裏面に「天保十四年（1843）癸卯春三月　上末吉村」の銘がある[4]。田畑を潤す三ツ池の水を讃えて詠んだもので、地方役人として村政に務めた増貤の心象が垣間見える史料と言える。横浜市の地域文化財（地域有形民俗文化財）に登録されている[5]。

## その他
2006年（平成18年）～2007年（平成19年）に放送された毎日放送制作のテレビアニメ『天保異聞 妖奇士』では、内田五観ら実在人物のキャラクターの1人として苗字だけ登場する。